# Psyllomyia megophthalma
Psyllomyia megophthalma är en tvåvingeart som beskrevs av Ronald Henry Lambert Disney 1998. Psyllomyia megophthalma ingår i släktet Psyllomyia och familjen puckelflugor. Inga underarter finns listade i Catalogue of Life.